# Битка код Билеће
Битка код Билеће се одиграла 27. августа 1388. године недалеко од истоименог града, између османлијских пљачкашких одреда предвођених Лала Шахином (који је предводио Османлије у победи на Марици 1371. године) и одреда краљевине Босне које су предводили Влатко Вуковић и Радич Санковић. Окончала се потпуним поразом Османлија у коме се и сам Лала Шахин једва спасао бекством, док су губици у победничким редовима били незнатни. Након ове битке, османски упади у Босну су престали на неко време, а о утиску који је она оставила на ондашње људе говори и епитаф који је уклесан на гробу Влатка Вуковића у Бољунима:
Асе лежи добри чоек Влатко Вуковић. Војвода Влатко је први побиједио Турке код Билеће 27. августа 1388.
Непуних годину дана касније, велика османска војска се сукобила у Косовском боју са комбинованом српском војском, чије лево крило су чинили одреди краља Срба и Босне Твртка I (1353—1377, 1377—1392) предвођени Влатком Вуковићем.